# Waggonbau Bremen
Die Geschichte des Waggonbaus in Bremen begann in den 1880er Jahren mit der Wagenbauanstalt in Walle für eine Pferdebahn und endete in den 1990er Jahren mit dem Konkurs der Bremer Waggonbau GmbH.

## Wagenbauanstalt Walle
Die Wagenbauanstalt Walle wurde von der Großen Bremer Pferdebahn betrieben, um einerseits für den eigenen Bedarf, aber auch im Auftrag für andere Firmen, Pferdebahnwagen herzustellen. So wurden u. a. auch für das Konkurrenzunternehmen, die Actiengesellschaft Bremer Pferdebahn, Fahrzeuge gebaut.
Bis heute erhalten geblieben ist ein 1888 gebauter Wagen, der 2007 als Gartenlaube wiederentdeckt wurde und restauriert im Depot des Freunde der Bremer Straßenbahn e. V. steht.

## Norddeutsche Waggonfabrik

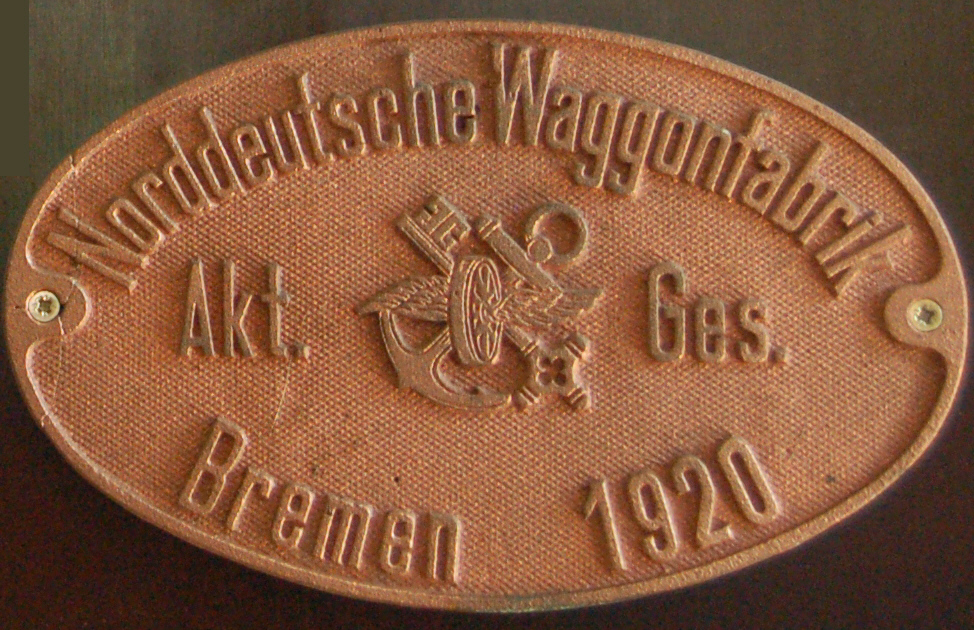
Fabrikschild der Norddeutschen Waggonfabrik aus dem Jahr 1920

Im Jahr 1907 gründeten Kaufleute und Industrielle wie Sigmund Meyer gemeinsam mit einer Remscheider Stahlfirma und der Bremer Straßenbahn die Norddeutsche Waggonfabrik (auch Nordwaggon genannt) in Bremen-Hastedt in der Pfalzburger Straße. 
Die erste Lieferung bestand aus 40 Straßenbahntriebwagen für die soeben elektrifizierte Straßenbahn Bremerhaven.
Zum Programm gehörten neben Straßenbahnwagen u. a. auch Triebwagen für Voll- und Nebenbahnen, Personenwagen, Güterwagen, Postwagen und Kühlwagen.
Geliefert wurde an Straßen- und Eisenbahnen in Deutschland, in die Niederlande, Schweden, Finnland, Dänemark, Polen und Argentinien.
Im Jahr 1926 versuchte sich die Norddeutsche Waggonfabrik im Bau von Straßenfahrzeugen: Es entstand ein Lieferwagen mit 1 to Nutzlast unter dem Namen „MAKO Volkssauto“. Das vierrädrige Fahrzeug war ein Frontlenker mit unter der Fahrersitzbank eingebautem Zweizylinder-Boxermotor der Firma Helios: Bohrung × Hub 72 × 120 mm, also 976 cm³ Hubraum. Der Motor leistete 20 PS bei 2800/min. Die Kraft ging über ein Dreiganggetriebe auf die differenziallose Hinterachse. Es entstanden 5 Stück, dann wurde der Bau wieder eingestellt.
Schließlich wurde das Unternehmen in eine Aktiengesellschaft umgewandelt.
Wirtschaftskrisen und damit einhergehende Auftragsrückgänge führten 1929 zur Übernahme durch die Waggonfabrik Linke-Hofmann in Breslau. 
1930 wurde das Werk geschlossen. Einige Wagen der Norddeutschen Waggonfabrik sind bis heute in Museen erhalten geblieben.
1934 wurde der Werkteil zwischen Pfalzburger Straße und Kraftwerkdeich an den Flugzeugbauer Focke-Wulf  verkauft.

## Hansa Waggonbau

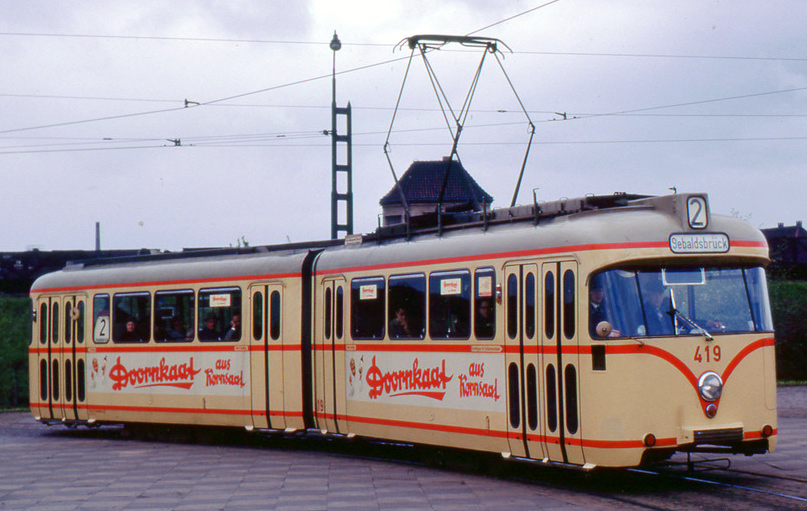
Kurzgelenktriebwagen GT4a (1963)

1946 entstand an gleicher Stelle die Hansa Waggonbau GmbH. Zunächst begann man damit, kriegsbeschädigte Straßen- und Eisenbahnwagen instand zu setzen, später wurden neue Fahrzeuge gebaut. Zum Lieferprogramm gehörten vor allem Straßenbahnwagen, Personenwagen, Speise- und Schlafwagen, Postwagen und Güterwagen. Zu den bekanntesten Fahrzeugen gehören die universellen Schlafwagen des Typs U-Hansa (1957), die ersten Prototypen der n-Wagen (1958) und Teile der späteren Serienlieferung sowie die Kurzgelenk-Straßenbahnwagen vom Typ GT4 (1959), dessen Prinzip bis heute von der Waggonbauindustrie angewandt wird. Für Privatbahnen entstanden Dieseltriebwagen wie 1954 der zweiachsige T2 der Verkehrsbetriebe Grafschaft Hoya.
Zurückgehende Aufträge zwangen das Unternehmen sich in den 1970er Jahren neue Aufgabenfelder zu suchen. So wurden unter anderem Schiffsausrüstungen und Container gebaut. Pläne für eine Wohnhaussiedlung in Containerbauweise wurden entwickelt. 1973 wurde die GmbH in eine Aktiengesellschaft umgewandelt, musste aber 1975 Insolvenz anmelden.

## Bremer Waggonbau
Der einzig kostendeckende Bereich, die Reparatur von Eisenbahnwaggons, wurde als Bremer Waggonbau GmbH weitergeführt.
Es wurden Waggons für die Deutsche Bundesbahn und britische und die amerikanische Armee sowie Straßenbahnwagen aus Köln und Bremen überholt. Man spezialisierte sich und erarbeitete sich einen guten Ruf in der Restaurierung von hochwertigen Reisezugwagen auch für Museumsbahnen. Der Rückgang der Aufträge durch die britische Armee führte zum Konkurs des Unternehmens. Mit elf neu gebauten Wagen für die Langeooger Inselbahn im Jahr 1995 endete die Geschichte dieses Unternehmens. Heute befindet sich auf dem Werksgelände eine Schrottverwertungsfirma.